# 明光站 (成都市)
明光站是成都地铁19号线的一座地下车站，于2020年12月18日启用。车站位于温江区涌泉街道凤溪大道骑士大道口。
本站因位于明光社区得名，正式命名前曾使用工程名为“凤翔站”。

## 车站结构
本站为地下二层岛式车站，换乘段为地下三层，预留与13号线换乘。
| 地面                             | ·    | 出口A/E/F/G |
| 地下一层                         | 站厅 | 自助购票 客服中心 |
| 地下二层                         | 站台 | \| \| \| 19号线往金星（温泉大道） \| \| 島式 · 開左邊车门 · 无障碍卫生间 \| \| \| \| \| \| 19号线往天府机场北[註 1]（九江北） \| |
|                                  |      | 19号线往金星（温泉大道） |
| 島式 · 開左邊车门 · 无障碍卫生间 |      | |
|                                  |      | 19号线往天府机场北（九江北） |

## 出入口
本站目前开放4个出入口。
|          |              |                                          |      |
| 编号     | 设施         | 指示                                     | 照片 |
|          |              | 骑士大道双堰路段、凤翔大道南段、凤溪大道 |      |
| 出口 · E |              | 骑士大道双堰路段、凤翔大道、华双路       |      |
| 出口 · F | 无障碍卫生间 | 凤翔大道、骑士大道共耕街段               |      |
| 出口 · G | 无障碍电梯   | 骑士大道共耕街段、凤翔大道南段、凤凰街   |      |

## 历史
- 2018年10月，车站主体结构封顶。
- 2020年12月18日，作为17号线车站启用。
- 2023年9月22日，17号线与19号线拆分，明光站随所在区间划归19号线，车站编号由1706改为1906。